# 北饗庭駅
北饗庭駅（きたあいばえき）は、かつて滋賀県高島郡新旭町大字饗庭（現在の高島市新旭町饗庭）にあった江若鉄道の駅（廃駅）。
周辺地区の住民の要望を受けて、饗庭駅と近江今津駅の間に新規に設置された駅である。

## 歴史
江若鉄道の最後の延伸区間として1931年（昭和6年）に安曇 - 近江今津間が開業した際、新儀 - 近江今津間に設置された饗庭駅は用地の問題もあって両駅の中間地点より南（新儀寄り）にずれた位置に設けられた。このため饗庭 - 近江今津間に位置する饗庭村の岡・木津（）地区の住民は駅が遠くなり、不便を強いられていた。この不便を解消するべく、両地区の住民の要望を反映して饗庭 - 近江今津間に設置されたのが当駅である。安曇 - 近江今津間開通の翌年、1932年（昭和7年）に開業した。
江若鉄道は1969年（昭和44年）10月31日をもって営業を終了し、当駅も翌11月1日に廃止された。

### 年表
- 1932年（昭和7年）
  - 1月28日：饗庭駅の北方1.8 km地点に停車場を新設する旨を鉄道省に申請、許可を受ける[1]。
  - 4月1日：江若鉄道の饗庭 - 近江今津間に開業[4]。
- 1969年（昭和44年）11月1日：駅廃止[4]。

## 駅構造
北饗庭駅は旅客の乗降のみを扱う旅客駅で、ホームは線路の片側（近江今津方面に向かって左側）に1面のみ（単式ホーム）。ホームには瓦葺きの待合室が設置されていた。当初より駅員は配置されていない無人駅である。
| ← 浜大津 方面 | 北饗庭駅 配線略図 | → 近江今津 方面 |
| 凡例 出典:    |                   |                 |

## 利用状況
初期の年間乗降客数の状況は以下の通り。
| 年間乗降客数の推移 | 年間乗降客数の推移 | 年間乗降客数の推移 | 年間乗降客数の推移 |
| 年                 | 旅客               | 旅客               | 出典               |
| 年                 | 乗車               | 降車               | 出典               |
| ------------------ | ------------------ | ------------------ | ------------------ |
| 1934年             | 4,132人            | 4,380人            | [ 10 ]             |
| 1935年             | 4,842人            | 5,155人            | [ 11 ]             |
| 1936年             | 6,229人            | 6,533人            | [ 12 ]             |

## 駅周辺
駅は田園地帯の中にあった。ただ、近くを旧国道が通っていたため利用する住民は多かった。
駅があった場所は旧国道と国道161号が交わる饗庭交差点のやや南に相当する。当駅付近の線路跡については、江若鉄道の廃線後に開業した湖西線の線路の東側に一般道としてわずかに残されている区間があるものの、それ以外はおおむね湖西線に取り込まれている。

## 隣の駅
江若鉄道
江若鉄道線
饗庭駅 - 北饗庭駅 - 近江今津駅